# Saccoloma quadripinnatum
Saccoloma quadripinnatum är en ormbunkeart som beskrevs av A. Rojas. Saccoloma quadripinnatum ingår i släktet Saccoloma och familjen Saccolomataceae. Inga underarter finns listade.